# Leptodactylus latrans
La rana sapo llanera (Leptodactylus latrans) es una especie de anfibio de la familia Leptodactylidae.

## Distribución
Este anfibio es un endemismo de la selva atlántica del este de Brasil, desde el estado de Pernambuco por el norte hasta la porción septentrional del estado de Sao Paulo.

## Descripción
La hembra mide entre 8 y 11 cm de longitud y el macho entre 9 y 12 cm. Aunque no se conoce con precisión, se calcula su longevidad entre 4 a 15 años.

## Alimentación
Su dieta consta principalmente de insectos y larvas que captura con su lengua.

## Reproducción
Entre septiembre y febrero los machos aparean a las hembras desde atrás y baten las secreciones glandulares de la hembra en una masa espumosa, lo que crea un nido para los miles de pequeños huevos de color negro. Un nido habitual tiene 12 y 25 cm de diámetro y con frecuencia tiene un agujero central de 4 a 8 cm de ancho. La masa espumosa flota en la superficie del agua y la espuma disminuye el riesgo de ataques de los depredadores. Las hembras a menudo se encuentran sentadas en el agujero de su nido con la cabeza afuera o debajo del nido y muestran comportamientos amenazantes hacia cualquier depredador que se acerque. Después de la eclosión las larvas nadan alrededor de menos de 1 m de distancia de la madre.

## Galería de Imágenes

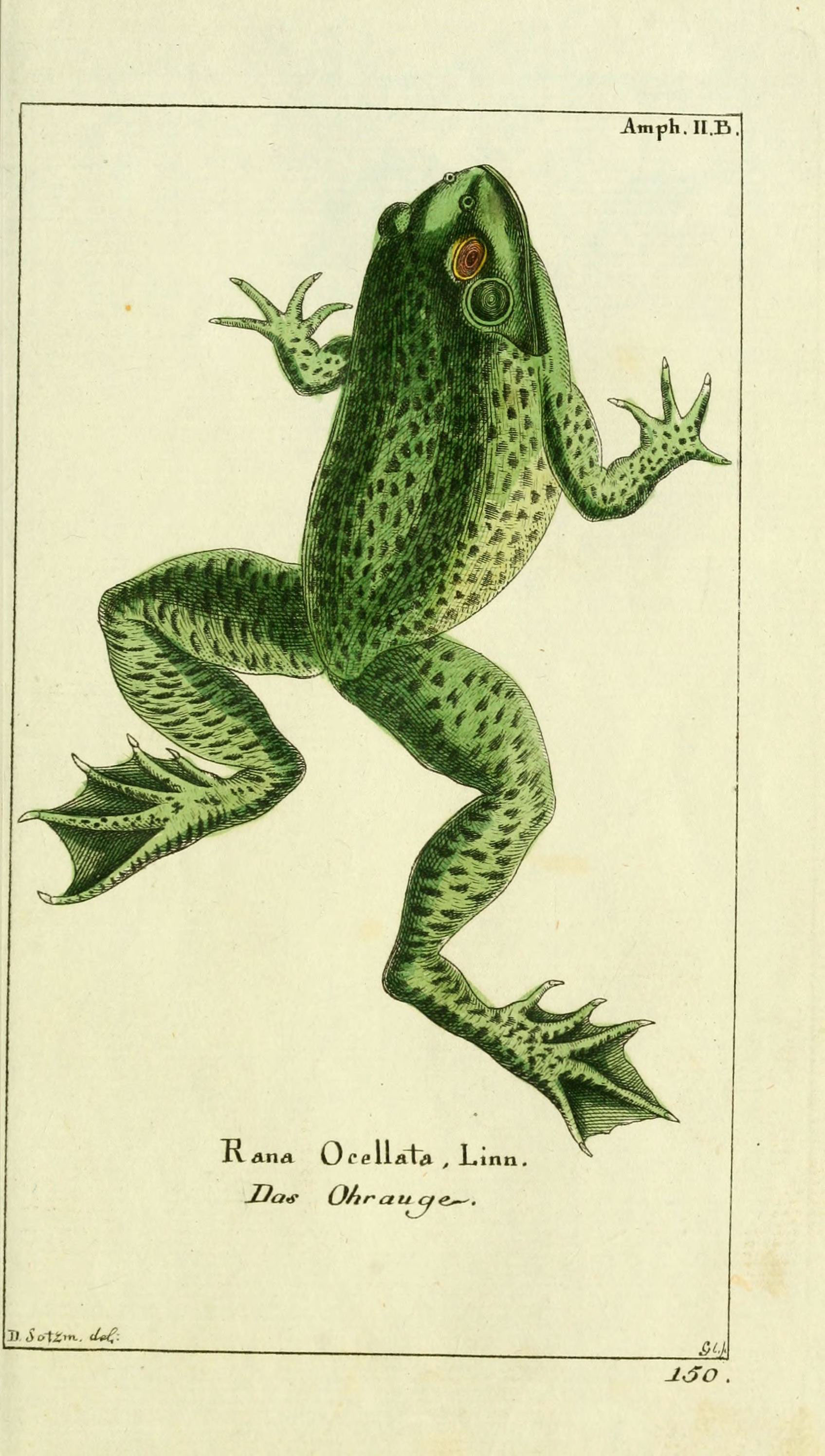
Ilustración de rana criolla de 1780
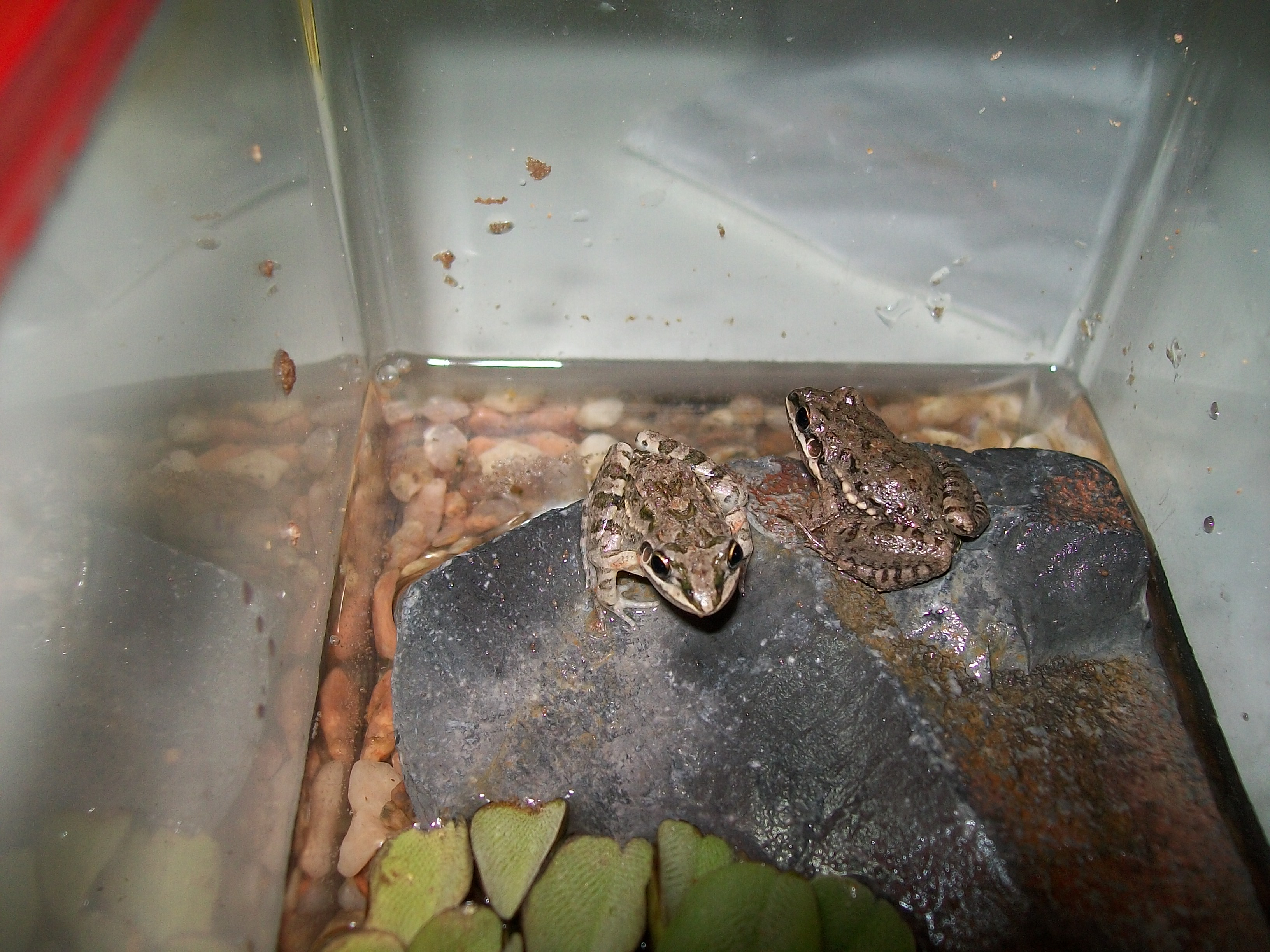
Ejemplares juveniles
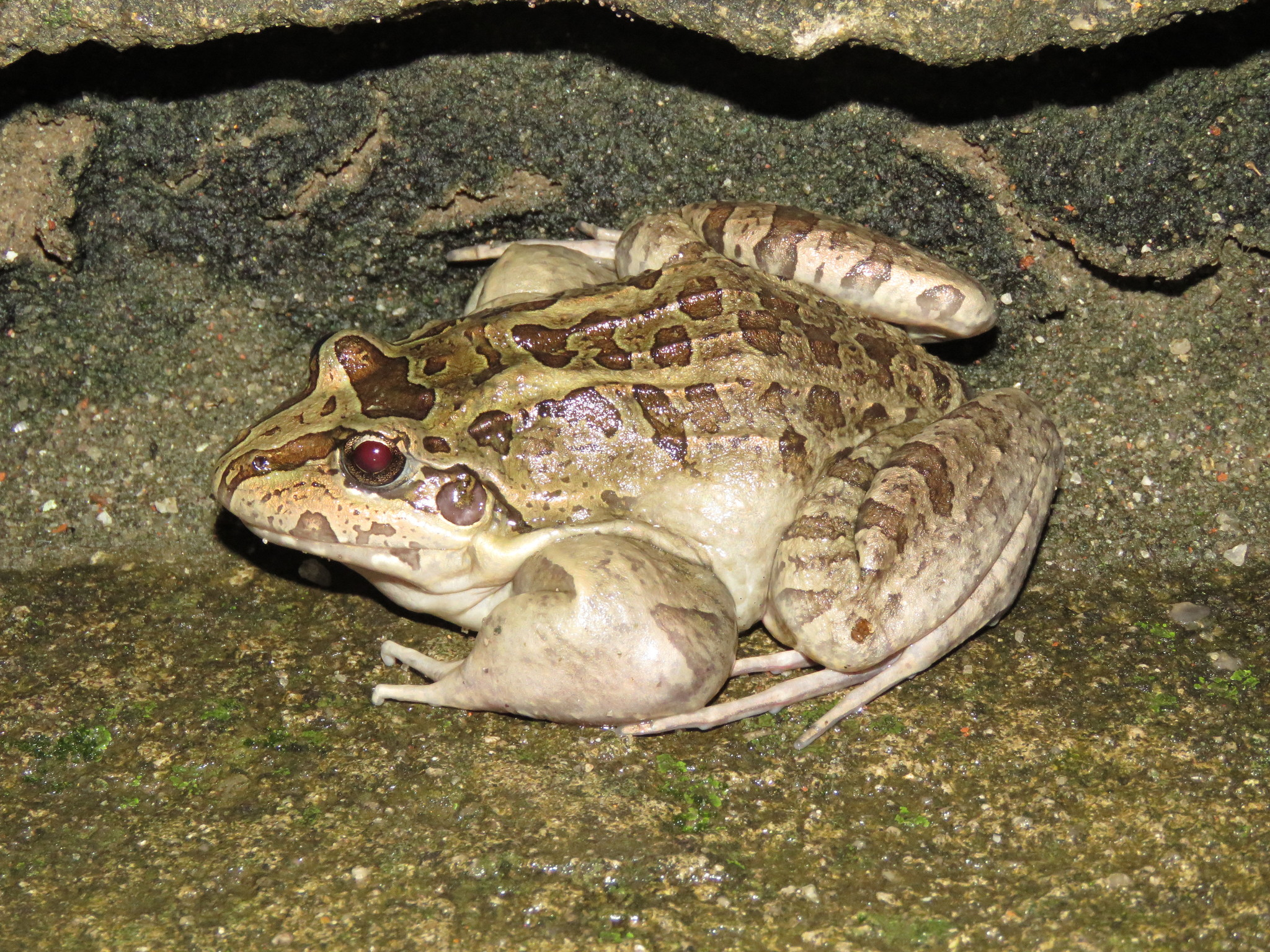
Macho de Leptodactylus latrans
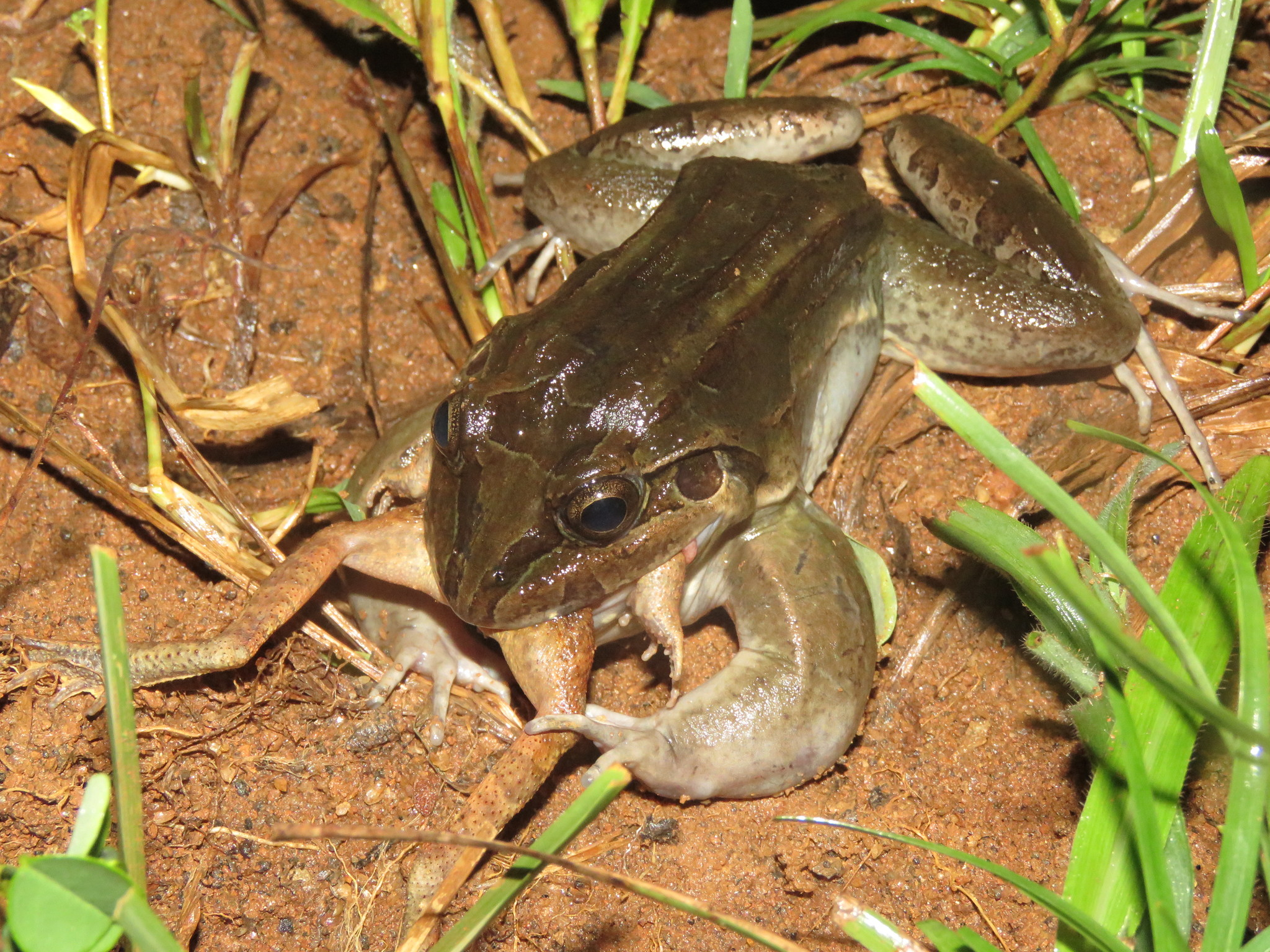
Leptodactylus latrans comiendo otro anuro
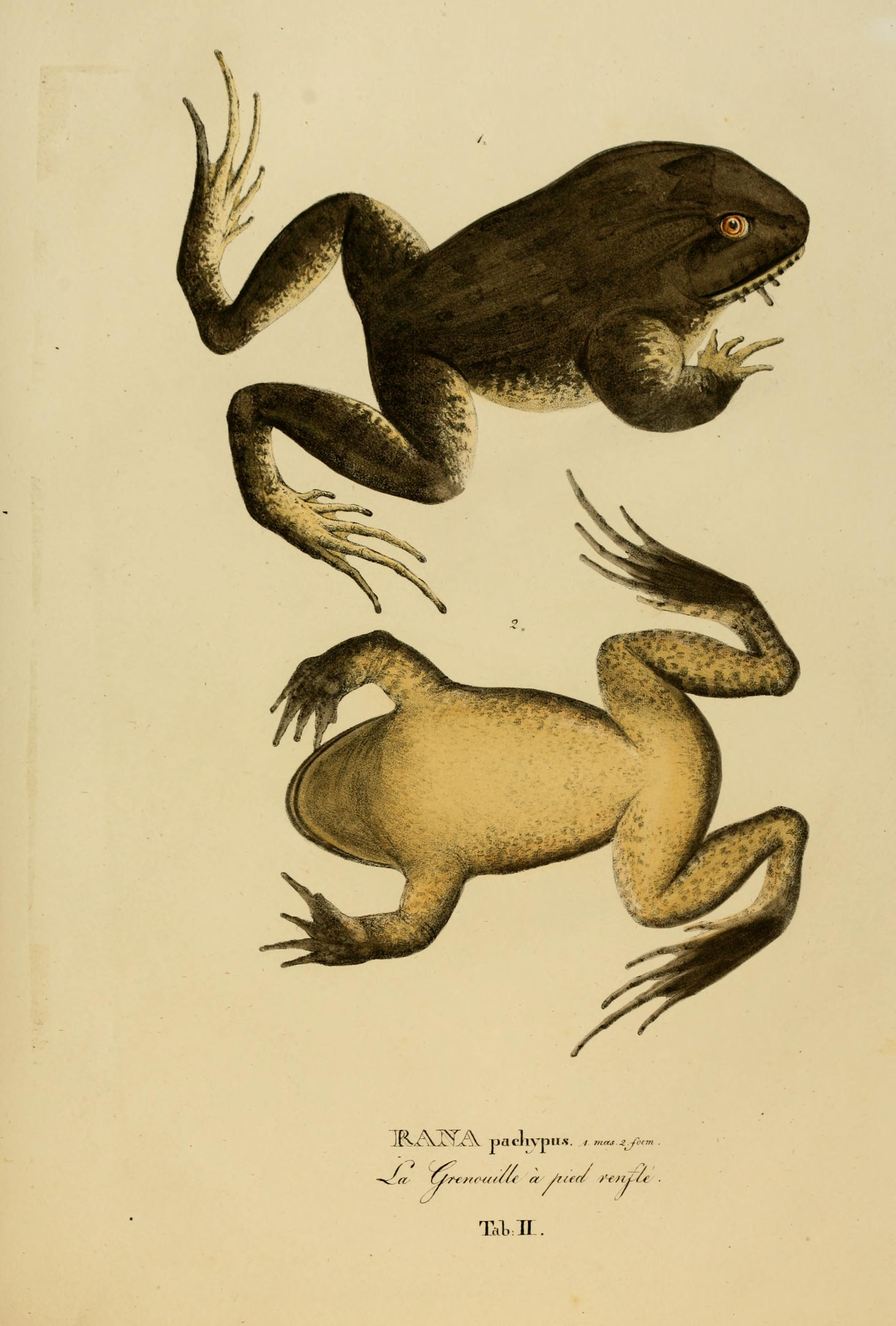
Ilustración de rana criolla de 1824